# Eline Roebers
Eline Roebers (Amsterdam, 2006) è una scacchista olandese.
Ha ottenuto il titolo di Maestro internazionale nel 2022.

## Principali risultati
Nel 2020 ha vinto il campionato del mondo giovanile nella categoria U14, disputato online.
Con la nazionale olandese femminile ha partecipato alle Olimpiadi degli scacchi di Chennai 2022, ottenendo la medaglia di bronzo in 1a scacchiera..
Nel 2023 ha vinto il Campionato olandese di scacchi.
Ha ottenuto il suo più alto rating FIDE nel luglio 2023, con 2419 punti Elo.